# 유나 (2003년)
유나(본명: 신유나, 본명 한자: 申有娜, 2003년 12월 9일~)는 대한민국의 가수로, 걸 그룹 ITZY의 멤버이다.

## 학력
- 수원화양초등학교(졸업)
- 영복여자중학교(졸업)
- 한림연예예술고등학교(졸업)

## 생애
강원도 원주시에서 2녀 중 막내로 태어났다. 어렸을 때 가족들이 수원시로 이주해서 그곳에서 성장했다. 초등학생 때, 비투비의 팬이었던 언니가 유나의 표까지 끊어주고 2015 KBS 가요대축제 행사 현장에 데려갔다고 한다. 관객석에서 관람하던 중, JYP 관계자의 눈에 띄어 캐스팅되었다. 2017년 방송된 스트레이 키즈에서 처음으로 방송에 출연했으며, 2019년 2월 걸그룹 ITZY의 멤버로 가요계에 데뷔했다.

## 음반 외 활동
- 2026년 tvN 미스 언더커버 보스 - 홍장미 역